# Laibach (музичка група)
Лајбах је словеначки индустријал бенд. Оснивачи су покрета „Neue Slowenische Kunst“.

## Дискографија

### Албуми
- (1985),
- Рекапитулација (1985),
- (1985),
- Нова акропола (Cherry Red, 1985),
- (1986),
- (1986)
- (1987),
- (1988),
- (1988),
- (1990),
- (1992),
- Љубљана-Загреб-Београд (1993),
- (1994),
- (1996),
- (2003),
- (2004),
- (2006),
- (2008).
- (2011)
- (2012)
- (2012)
- (2014)
- (2017)